# Parc Natural del Carrascar de la Font Roja

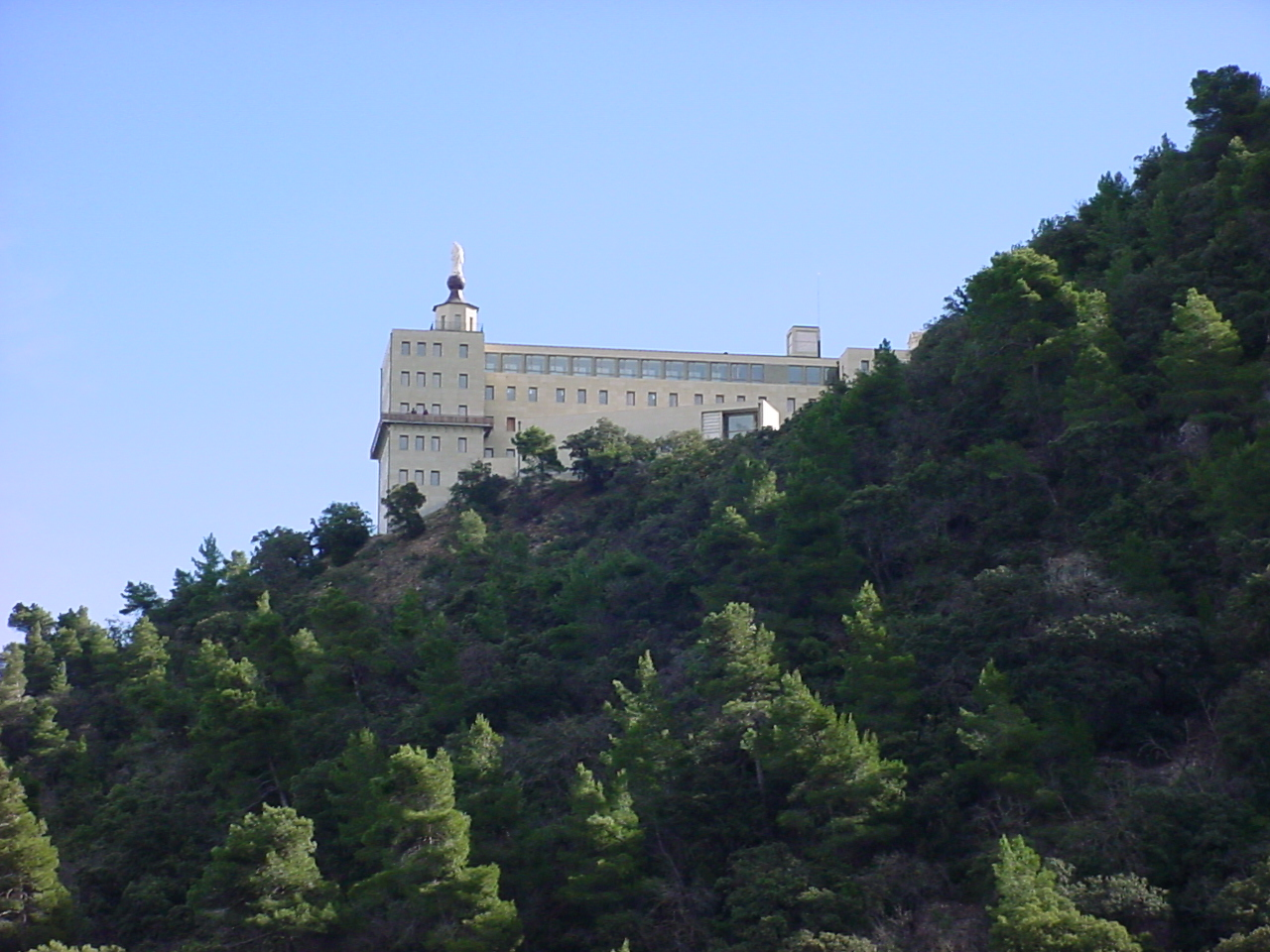
Santuari de la Font Roja

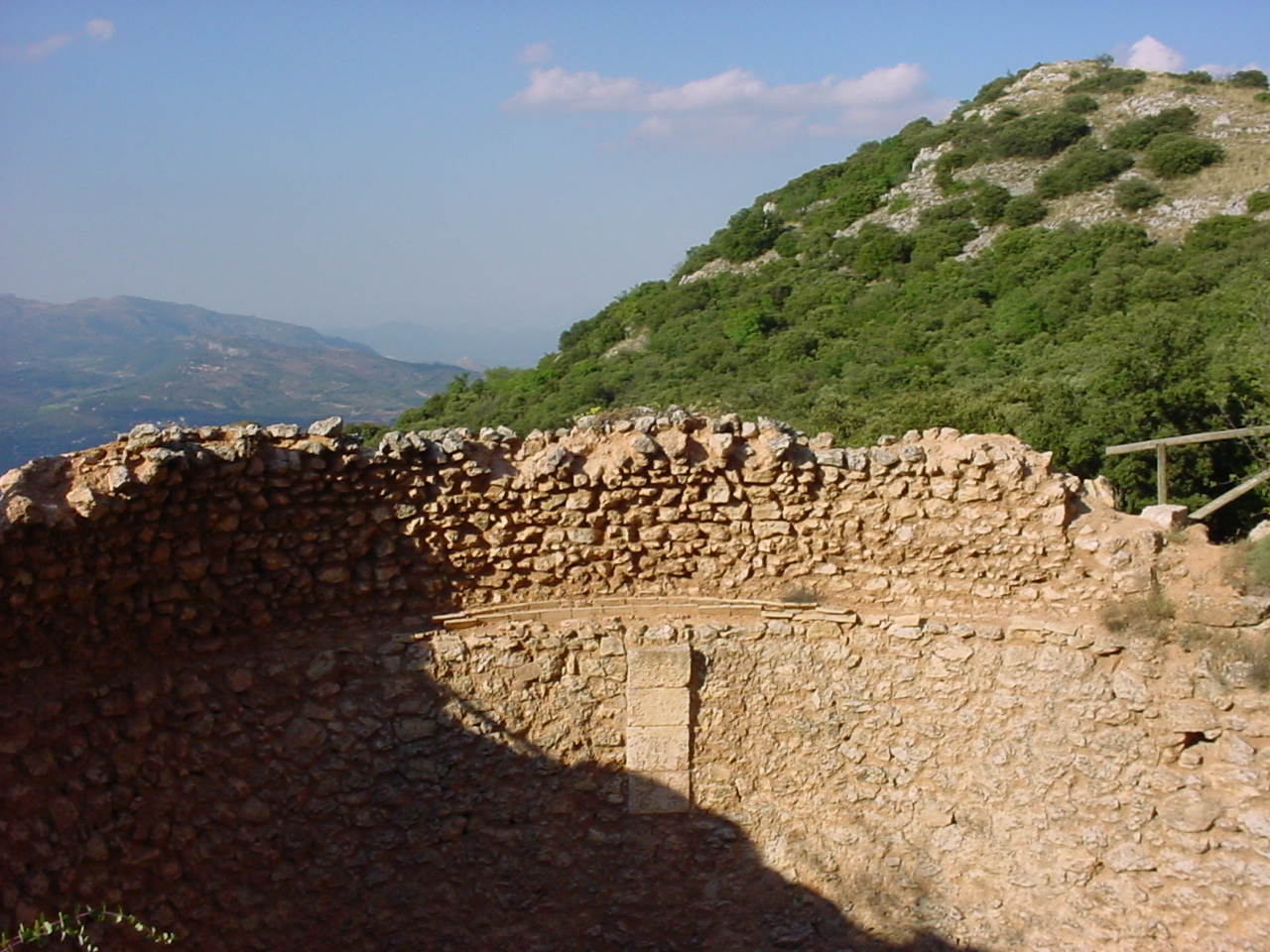
Nevera del Menejador

El Carrascar de la Font Roja és un Parc Natural del País Valencià. Es troba a la comarca de l'Alcoià, entre els termes municipals d'Alcoi i Ibi. El parc natural, de 2.450 ha, comprèn la serra del Menejador, el cim de la qual, amb 1.356 metres d'altitud, és la cota més elevada del parc. Junt amb la Serra Mariola conformen el territori valencià de major biodiversitat amb presència de més de 1.500 espècies, fet constatat en la IV Setmana de la Biodiversitat celebrada al maig del 2009 en ambdós parcs naturals.
Va ser declarat parc natural pel Govern valencià el 13 d'abril de 1987.

## Orografia
Immergida en el Sistema Prebètic, la serra presenta una orientació i una història geològica típiques d'esta serralada. El massís el constituïxen bàsicament roques calcàries de l'era geològica terciària. Un conjunt de riscos i runams es desenvolupen davall la cresta del Menejador. Les pedreres i els materials més fins, procedents de l'esllavissament de les cingleres i de la resta de roques calcàries, representen els materials del Quaternari. Les argiles del Keuper són els materials més antics del parc (període triàsic de l'era secundària), que afloren en la carretera d'accés al santuari de la Font Roja i en el camí de Tetuà.

## Clima
El parc presenta un clima mediterrani amb influències continentals i d'alta muntanya segons l'altitud. A causa de l'orientació nord-est-sud-oest de la serra, els vents humits de procedència marina es frenen en el vessant nord de la serra produint un major volum de precipitacions en eixe vessant, mentre que l'altra part de la carena és més seca. En el cim del Menejador es poden trobar restes d'algunes neveres o pous destinats a conservar la neu (pous de neu).

## Flora
A causa de les diferències climàtiques existents en el parc existixen diversos ecosistemes.
En les zones més fredes i humides del parc (vessant nord) i les zones situades a partir de 1.250 metres d'altura, podem trobar el bosc caducifoli format per espècies com el roure (Quercus faginea), el freixe (Fraxinus excelsior), l'auró (Acer), el teix (Taxus) o la moixera de pastor (Sorbus torminalis). Esta zona del parc és molt important a causa de l'escassesa d'eixe tipus de bosc al País Valencià.
Com és obvi, una part molt important del parc es troba cobert per un bosc de carrasca (Quercus ilex rotundifolia), en el qual apareixen de manera aïllada exemplars propis del bosc caducifoli juntament amb un sotabosc format per l'heura (Hedera helix), el lligabosc (Lonicera) o la reina dels boscos (Galium odoratum) en les zones més humides i el coixí de monja, la sàlvia de Mariola (Salvia officinalis), l'argilaga (Genista scorpius L.), la pebrella o la farigola (Thymus) en la més seca.
També és possible trobar zones cobertes per boscos de pi blanc (Pinus halepensis) a causa de les repoblacions realitzades en zones degradades anteriorment cobertes per carrasques.

## Fauna
L'existència d'un bosc ben conservat i de diferents unitats paisatgístiques al parc, com són les cingleres, els pedregars, les pinedes i els cultius, afavorixen la presència d'una fauna rica i variada.
Entre els mamífers, el javalí o porc senglar (sus scrofa) destaca per la seua abundància, estan també presents la geneta (Genetta genetta), la mostela, el gat salvatge (Felis silvestris) o el teixó (Meles meles).
Constituïx també un dels últims reductes de nidificació d'espècies ornitològiques en les comarques del sud valencià, com és l'esparver o l'astor entre d'altres.
Són considerades d'especial interès les següents espècies d'animals vertebrats: la gandària (Pleurodeles waltl), la tortuga de rierol (Mauremys leprosa), la serp de collaret (Natrix natrix), l'àguila perdiuera (Hieraaetus fasciatus), l'àguila daurada (Aquila chrysaetos), el falcó pelegrí (Falco peregrinus), el duc (Bubo bubo), l'astor o falcó perdiguer (Accipiter gentilis), l'esparver vulgar (Accipiter nisus), el mussol banyut (Asio otus), el gat salvatge (Felis silvestris), el turó comú (Mustela putorius) i diferents espècies de ratpenats, com ara, el ratpenat de ferradura mitjà (Rhinolophus mehelyi), el ratpenat de peus grossos (Myotis capaccinii), la ferradura grossa (Rhinolophus ferrumequinum), el ratpenat de ferradura mediterrani (Rhinolophus euryale), el ratpenat de musell llarg (Myotis myotis), el ratpenat de Natterer (Myotis nattereri) i el ratpenat de cova de Schreibers (Miniopterus schreibersii).
En la fauna d'invertebrats és rellevant pel seu caràcter relíctic la presència de la papallona Euphydryas desfontanii.

## Patrimoni històric i cultural
Existix un catàleg del patrimoni històric i cultural del carrascar de la Font Roja, on estan inclosos:
- Mas de Tetuan
- Caves de la serra del Menejador, com ara, la cava de Santa Maria, la cava Coloma, el pou del Nouer, el pou de Simarro, el pou del Canyo i el pou del Canonge.

## L'hotel
El 2008 l'Ajuntament d'Alcoi anuncia que vol construir un hotel de luxe de nova planta al cor del parc natural malgrat la normativa legal del PORN. La localització del nou hotel faria necessària entre altres coses l'enderrocament de la colònia d'antics xalets ubicada en les proximitats del santuari de la Font Roja. Esta iniciativa és rebutjada per vora 30 entitats cíviques.
Un sondeig del 2008 amb el títol de "Com qualificaria el projecte de construir un hotel en la Font Roja?" indica que un 13 % hi estan d'acord i un 86 % no hi estan.

## Legislació
- "Decret 49/1987, 13 d'abril, del Consell de la Generalitat Valenciana, de declaració del Parc Natural del Carrascar de la Font Roja". DOGV, núm. 591, del 21-05-1987.
- "Acord de 25 de gener de 1993, del Govern Valencià, pel qual s'aprova definitivament el Pla Rector d'Ús, Protecció i Gestió (PRUG) del Parc Natural del Carrascar de la Font Roja. DOGV, núm. 1959, de 8-02-1993.
- Ordre de 23 de novembre de 2001, de la Conselleria de Medi Ambient, per la qual s'acorda iniciar el procediment d'elaboració i aprovació del Pla d'Ordenació dels Recursos Naturals del Carrascar de la Font Roja i de revisió i aprovació del Pla Rector d'Ús i Protecció del Parc Natural del Carrascar de la Font Roja.[3]
- El 22 de març de 2002 es va produir la derogació del PRUG per part del Tribunal Suprem. El 16 de juliol de 2004 s'aprova el Pla d'Ordenació de Recursos Naturals de la Font Roja (PORN).
- «DECRET 121/2004, de 16 de juliol, del Consell de la Generalitat, pel qual s'aprova el Pla d'Ordenació delsRecursos Naturals i la revisió del Pla Rector d'Ús i Gestió del Parc Natural del Carrascar de la Font Roja» (PDF). Diari Oficial de la Generalitat Valenciana, núm. 4801, 20-07-2004, p. 1301.